# Thiruvananthapuram
Thiruvananthapuram este un oraș în India.